# Tauras Jogėla
Tauras Jogėla (ur. 2 maja 1993 w Taurogach) – litewski koszykarz występujący na pozycjach niskiego lub silnego skrzydłowego, obecnie zawodnik Sopronu KC.
Wziął udział w dwóch meczach gwiazd szkół średnich – Jordan Classic International (2009) i Nike Hoop Summit (2012).
6 sierpnia 2017 został zawodnikiem Kinga Szczecin. 17 sierpnia 2018 podpisał kolejną umowę z Kingiem.
21 listopada 2019 dołączył do węgierskiego Sopronu KC.

## Osiągnięcia
Stan na 22 listopada 2019, na podstawie, o ile nie zaznaczono inaczej.
Drużynowe
- Brązowy medalista mistrzostw Łotwy (2017)

Indywidualne
- MVP miesiąca ligi bałtyckiej (2013/14)
- Uczestnik meczu gwiazd litewskiej ligi MKL (2011)
- Zwycięzca konkursu wsadów litewskiej ligi MKL (2011)
- Lider litewskiej ligi LKL w skuteczności rzutów wolnych (96,4% – 2013)[6]

Reprezentacja
- Wicemistrz Europy U–16 (2009)
- Uczestnik mistrzostw Europy:
  - U–20 (2013 – 7. miejsce)
  - U–18 (2011 – 5. miejsce)
- MVP Eurobasketu U–16 (2009)
- Zaliczony do I składu Eurobasketu U–16 (2009)
- Lider Eurobasketu U-16 w zbiórkach (2009)